# Arthur F. Utz
Arthur Fridolin Utz .O.P. (Basilea, 15 aprile 1908 – Villars-sur-Glâne, 18 ottobre 2001) è stato un presbitero e teologo svizzero, fra i primi ad essere nominato membro della Pontificia Accademia delle Scienze Sociali e ritenuto uno dei padri della Dottrina sociale della Chiesa cattolica.

## Biografia
Arthur Utz nacque da August Utz (* 1877), originario di Oberwangen nella Foresta Nera meridionale (nel distretto di Waldshut), fabbro e impiegato delle ferrovie del Baden, e di sua moglie Elisabeth, nata Fitz (* 1883), che era originaria di Inzlingen (vicino a Lörrach).
Dopo aver frequentato la scuola primaria e secondaria a Basilea, dove crebbe con la famiglia, completò il liceo di Friburgo in Brisgovia col desiderio di formarsi come sacerdote.
Nel 1928 entrò a far parte dell'Ordine Domenicano nella provincia tedesca di Teutonia, ricevendo il nome religioso di “Fridolin”. Completò il noviziato a Venlo, in Olanda . Dal 1929 al 1936 studiò filosofia a Düsseldorf e teologia presso la scuola filosofico-teologica del monastero domenicano di sant'Alberto a Walberberg, vicino a Bonn. 
Nel 1934 fu ordinato sacerdote. Tre anni più tardi, conseguì il dottorato a Friburgo con una tesi di teologia morale realizzata con la supervisione del tomista spagnolo Santiago María Ramírez de Dulanto. Dal 1937 al 1946 insegnò logica e metafisica a Walberberg presso l'Accademia Albertus Magnus. Allo stesso tempo studiò anche economia, collaborando come pastore a Lüttershausen, nel comune di Windeck.
Nel 1946 ricevette la nomina a professore associato nella neocostituita cattedra di etica e filosofia sociale presso l'Università svizzera di Friburgo. Nel 1950 ottene la cittadinanza svizzera e nel 1952 divenne ordinario.
Nel 1946 Utz fu uno dei cofondatori dell'Istituto internazionale di scienze sociali e politiche a Friburgo, di cui fu direttore fino al 1978. A partire dal 1949 pubblicò la rivista Politeia, che si trasformò in una piattaforma di riferimento per le scienze sociali a livello internazionale. La finalità della rivista e dell'istituto erano quelli di applicare la dottrina sociale cattolica agli problemi politici e sociali contemporanei.
Dal 1976 al 1988 Utz è stato presidente della Fondazione Internazionale Humanum con sede a Lugano, elemento del dialogo fra Chiesa e mondo contemporaneo auspicato dalla Gaudium et spes.
Dal 1966 al 1993 è stato anche presidente dell'Istituto Walberberg per le scienze sociali. Dopo la morte del gesuita Oswald von Nell-Breuning, fu considerato il principale riferimento dell'etica sociale cattolica. Nel 1965 l'Ordine domenicano gli conferì la laurea in Sacra Theologia. 
Nel '94 fu uno dei primi membri della Pontificia accademia dele scienze sociali ad essere nominati da Giovanni Paolo II, accademia di cui lui stesso era stato promotore.

## Premi e riconoscimenti
- 1968: Gran croce al merito dell'Ordine al merito della Repubblica Federale di Germania
- 1985: Dottorato onorario della Facoltà di Filosofia dell'Università di Basilea;
- 1991: Grande medaglia d'oro dell'Ordine al merito della Repubblica austriaca;
- Presidente Onorario dell'Associazione Internazionale di Filosofia Giuridica e Sociale.

## Pubblicazioni selezionate
- Recht und Gerechtigkeit. 1953.
- Formen und Grenzen. 1956.
- Sozialethik. 3 Bände. 1958–1984:
  - vol. 1: Prinzipien der Gesellschaftslehre. 1958.
  - vol. 2: Rechtsphilosophie. 1963.
  - vol. 3: Die soziale Ordnung. 1984.
- Bibliographie der Sozialethik. 11 Bände. 1960–1980.
- Ethik. 1970.
- Ethik und Politik. Aktuelle Grundfragen der Gesellschafts-, Wirtschafts- und Rechtsphilosophie. Gesammelte Aufsätze. Seewald, Stuttgart 1970.
- Freiheit und Bindung des Eigentums. Kerle, Heidelberg 1975.
- Zwischen Neoliberalismus und Neomarxismus. Die Philosophie des 3. Weges. Hanstein, Köln 1975, ISBN 3-7756-7557-4.
- Die marxistische Wirtschaftsphilosophie. 1982.
- Die soziale Ordnung. Bonn 1986, ISBN 3-922183-14-X.